# Muzeum Zoologiczne im. Benedykta Dybowskiego we Lwowie
Muzeum Zoologiczne im. Benedykta Dybowskiego (ukr. Зоологічний музей імені Бенедикта Дибовського) – naukowo-dydaktyczny podwydział fakultetu biologii Lwowskiego Narodowego Uniwersytetu im. Iwana Franki, działający także jako muzeum.

## Lokalizacja
Muzeum znajduje się w tzw. starym uniwersytecie – jednym z najstarszych gmachów Uniwersytetu Lwowskiego na ul. Hruszewskiego 4 (dawna ulica św. Mikołaja 4). Sale ekspozycji i zbiory muzealne zajmują część trzeciej kondygnacji budynku wydziału biologii. Muzeum zapoczątkowane zostało przez Benedykta Dybowskiego. Aktualnie w muzeum zatrudnionych jest pięciu pracowników naukowych i czterech wolontariuszy. Dyrektorem jest ornitolog i muzeolog Igor Szydłowski.

## Wiadomości historyczne
Muzeum zoologiczne Lwowskiego Narodowego Uniwersytetu im. Iwana Franki należy do najstarszych muzeów zoologicznych w Europie, założone zostało równocześnie z gabinetem historii naturalnej w 1784 roku. Rozwój muzeum i zmiana jego charakteru na typowo zoologiczny nastąpiła w 1884 roku, gdy Benedykt Dybowski, były powstaniec, zesłany na Syberię, badacz fauny Syberii i jeziora Bajkał, przybył do Lwowa wraz z bagażem swoich zbiorów zapakowanych w 60 skrzyń. W 1885 dekretem rektora, muzeum zostało powiększone o trzy sale i korytarz, obejmując w ten sposób pięć sal o łącznej powierzchni 470 m². Stan ten pozostaje niezmieniony po dziś dzień. Do lat 80. XX wieku muzeum koncentrowało się na konserwacji posiadanych eksponatów, nie powiększano ani rewidowano stanu kolekcji. Od 2003 roku muzeum jest wymieniane w katalogu muzeów świata (Lipsk) oraz w inwentarzach światowej ornitologii. 11 lutego 2004 roku muzeum zostało wpisane do ministerialnej listy obiektów muzealnych Ukrainy.

## Ekspozycja i edukacja

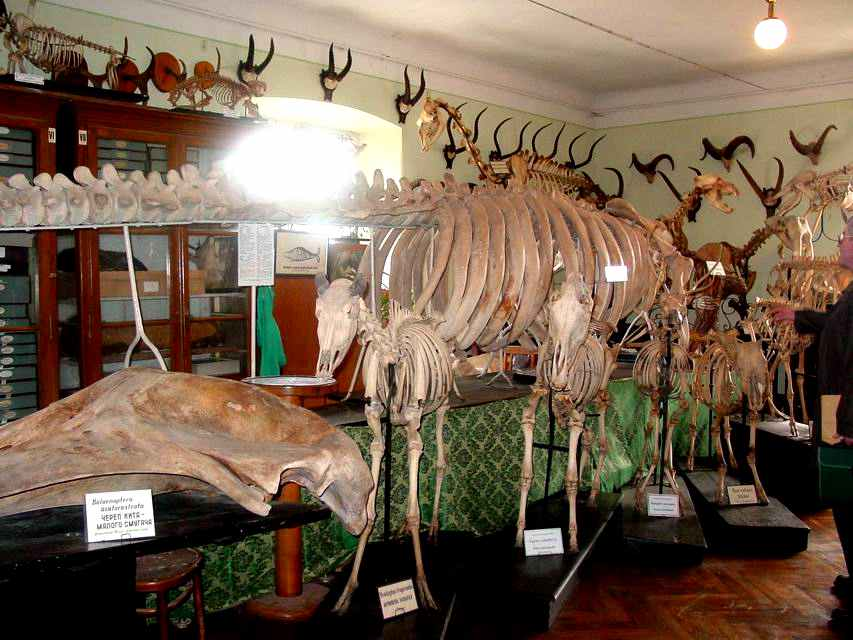
Szkielet krowy morskiej w muzeum Dybowskiego we Lwowie

Muzeum dostępne jest zarówno dla pracowników i studentów uniwersytetu, jak też dla zainteresowanych osób spoza uniwersytetu. Muzeum otwarte jest w poniedziałki, wtorki, czwartki i piątki w godz. 10.00–13.00 i 14.00–15.30. Dla grup zorganizowanych (pow. 10 osób) można zamówić przewodnika na trzy dni przed planowanym przybyciem. Muzeum organizuje wycieczki przyrodoznawcze, jak i warsztaty dla uczniów szkół średnich oraz innych instytucji edukacyjnych.
Zbiory naukowe muzeum zawierają ponad 178 tys. eksponatów, z czego 10 tys. dostępne jest w ekspozycji stałej. Zbiory te pochodzą z całego globu i wszystkich stref klimatycznych. Kolekcje zawierają m.in. zbiory Benedykta Dybowskiego znad jeziora Bajkał, Angary, rzei Amur czy Morza Kaspijskiego; koralowce i małże z wyprawy księcia Monako w baseny Morza Śródziemnego, Morza Czerwonego i Adriatyku; szkarłupnie ze stacji biologicznych w Neapolu i Trieście. Na uwagę zasługują także kolekcje motyli, chrząszczy oraz ptaków, obejmujące unikalne eksponaty z Azji, a także lokalne zbiory z Galicji i Ukrainy.
W muzeum znajdowało się pięć unikatowych szkieletów krowy morskiej (Hydrodamalis gigas), z których trzy oglądać można na Ukrainie (jeden we Lwowie, dwa w Kijowie), jeden znajduje się aktualnie w Muzeum Historii Naturalnej w Wiedniu, a jeden, sprzedany do Warszawy, zaginął. Na świecie zachowało się jedynie 27 szkieletów tego wytępionego przez człowieka zwierzęcia.
W muzeum znajdują się nie tylko historyczne zbiory uczonych Benedykta Dybowskiego, Ernsta Friedricha Germara i Michała Jankowskiego, lecz także współczesne, np. teriologa Aleksandra Kondratenko.

## Praca naukowa
Muzeum jako instytucja, jak też jego pracownicy, brali i biorą udział w licznych narodowych krajowych i międzynarodowych projektach badawczych takich jak:
- Wader Wetlands Inland,
- Naturschutzbund Deutschland(inne języki),
- badania doliny rzeki Bug w holendersko-polsko-ukraińsko-białoruskim projekcie finansowanym przez Wetlands International.
- współpraca z Komitetem Ochrony Orłów (Polska) oraz Working Group on Research and Protection of Birds of Prey and Owls (Słowacja).
- od 1999 roku przy muzeum działa Zachodnioukraińska Stacja Ornitologiczna AVOSETTA
- pracownicy muzeum zaangażowani są w prace w:
  - rezerwacie ornitologicznym „Czoglinski”. bioweb.franko.lviv.ua. [zarchiwizowane z tego adresu (2013-09-21)].,
  - rezerwacie błotnym „Czonowiny”,
  - Parku Narodowym Prypeć – Stochód,
  - Parku Przyrodniczym „Rezerwat Roztocze”.